# Cupa României 1976-1977
Ediția 1976-1977 a fost a 39-a ediție a Cupei României la fotbal. A fost câștigată de Universitatea Craiova, care a învins-o în finală pe Steaua București cu scorul de 2-1, fosta deținătoare a trofeului din ediția anteriorară.

## Desfășurare
Toate meciurile de după faza șaisprezecimilor, exceptând finala (care a avut loc în București), s-au jucat pe teren neutru. În șaisprezecimi au participat 32 de echipe, din care făceau parte și cele din Divizia A. Dacă după 90 de minute scorul era egal se jucau două reprize de prelungiri a câte 15 minute. Dacă după prelungiri scorul era tot egal, soarta calificării se decidea la loviturile de departajare.

## Șaisprezecimi
| Data             | Echipă gazdă             |   | Echipă oaspete      | Rezultat  |
| ---------------- | ------------------------ | - | ------------------- | --------- |
| 1 decembrie 1976 | CS Botoșani              | – | Petrolul Ploiești   | 3:2 pen   |
| 8 decembrie 1976 | Constructorul Alba Iulia | – | FC Bihor            | 0:2 d. p. |
|                  | ICIM Brașov              | – | Olimpia Satu Mare   | 1:0       |
|                  | Automecanica București   | – | Poli Iași           | 1:0       |
|                  | Dinamo                   | – | Steaua București    | 1:4       |
|                  | Rapid                    | – | Farul               | 2:1       |
|                  | Sportul Studențesc       | – | UTA Arad            | 3:4 pen   |
|                  | U Craiova                | – | Corvinul            | 1:0       |
|                  | Dunărea de Jos           | – | Dunărea Galați      | 4:2 pen   |
|                  | Rapid Jibou              | – | Progresul Corabia   | 0:1       |
|                  | Csíkszereda              | – | Metalul București   | 0:1 d. p. |
|                  | Minerul Motru            | – | Poli Timișoara      | 2:1       |
|                  | Dierna Orșova            | – | SC Bacău            | 0:5       |
|                  | Argeș Pitești            | – | Progresul București | 3:2       |
|                  | FCM Reșița               | – | ASA Tîrgu Mureș     | 3:2       |
|                  | Cetatea Târgu Neamț      | – | Jiul Petroșani      | 0:3       |

## Optimi
| Data              | Oraș             | Echipă gazdă           |   | Echipă oaspete    | Rezultat  |
| ----------------- | ---------------- | ---------------------- | - | ----------------- | --------- |
| 27 februarie 1977 | București        | U Craiova              | – | Jiul Petroșani    | 3:0       |
|                   | Câmpina          | Rapid                  | – | ICIM Brașov       | 2:1       |
|                   | Deva             | UTA Arad               | – | FC Bihor          | 3:1       |
|                   | Focșani          | SC Bacău               | – | Dunărea de Jos    | 3:2 pen   |
|                   | Pitești          | Steaua București       | – | Minerul Motru     | 6:0       |
|                   | Ploiești         | Metalul București      | – | Argeș Pitești     | 1:0       |
|                   | Râmnicu Sărat    | FCM Reșița             | – | CS Botoșani       | 2:0 d. p. |
|                   | Roșiorii de Vede | Automecanica București | – | Progresul Corabia | 3:1 pen   |

## Sferturi
| Data         | Oraș                  | Echipă gazdă      |   | Echipă oaspete         | Rezultat  |
| ------------ | --------------------- | ----------------- | - | ---------------------- | --------- |
| 1 iunie 1977 | Brăila                | Steaua București  | – | SC Bacău               | 3:2 d. p. |
|              | București             | Rapid             | – | Automecanica București | 6:1       |
|              | Drobeta Turnu Severin | U Craiova         | – | UTA Arad               | 5:0       |
|              | Sibiu                 | Metalul București | – | FCM Reșița             | 1:0       |

## Semifinale
| Data          | Oraș      | Echipă gazdă     |   | Echipă oaspete    | Rezultat |
| ------------- | --------- | ---------------- | - | ----------------- | -------- |
| 15 iunie 1977 | București | Steaua București | – | Metalul București | 4:2      |
|               | Pitești   | U Craiova        | – | Rapid             | 1:0      |

## Finala
| 3 iulie 1977 17:15 | U Craiova                       | 2 – 1 | Steaua București | Stadionul Republicii, București Arbitru: Ioan Igna (Timișoara) |
| 3 iulie 1977 17:15 | 50' Ilie Balaci 64' Sorin Cârțu |       | Florin Marin 78' | Stadionul Republicii, București Arbitru: Ioan Igna (Timișoara) |

| UNIVERSITATEA CRAIOVA: |                    |     |
|                        |                    |     |
| P                      | Gabriel Boldici    |     |
| F                      | Cornel Berneanu    |     |
| F                      | Nicolae Tilihoi    |     |
| F                      | Costică Ștefănescu |     |
| F                      | Petre Purima       |     |
| M                      | Costică Donose     |     |
| M                      | Ilie Balaci        |     |
| M                      | Aurel Beldeanu     |     |
| M                      | Zoltan Crișan      | 85' |
| A                      | Sorin Cârțu        |     |
| A                      | Dumitru Marcu      | 46' |
| Înlocuiri:             |                    |     |
| A                      | Rodion Cămătaru    | 46' |
| F                      | Nicolae Negrilă    | 85' |
| Antrenor:              |                    |     |
| Constantin Deliu       |                    |     |

| STEAUA BUCUREȘTI: |                   |     |
|                   |                   |     |
| P                 | Dumitru Moraru    |     |
| F                 | Teodor Anghelini  |     |
| F                 | Ștefan Sameș      |     |
| F                 | Florin Marin      |     |
| F                 | Iosif Vigu        |     |
| M                 | Ion Ion           |     |
| M                 | Ion Dumitru       | 59' |
| A                 | Anghel Iordănescu |     |
| A                 | Radu Troi         | 72' |
| A                 | Viorel Năstase    |     |
| A                 | Constantin Zamfir |     |
| Înlocuiri:        |                   |     |
| A                 | Vasile Aelenei    | 59' |
| A                 | Gabriel Zahiu     | 72' |
| Antrenor:         |                   |     |
| Emeric Jenei      |                   |     |